# Ховалко, Иван Игоревич
Иван Игоревич Ховалко (бел. Іван Ігаравіч Хавалка; род. 9 июня 2003, Борисов, Минская область) — белорусский футболист, нападающий клуба «Ислочь».

## Карьера

### «Динамо» Минск
Воспитанник футбольной академии минского «Динамо». В сезоне 2020 года стал выступать за дублирующий состав клуба. В июле 2022 года футболист стал подтягиваться к играм с основной командой клуба, вместе с которым затем отправился на квалификационные матчи Лиги конференций УЕФА. Дебютировал за клуб 27 августа 2022 года в матче против бобруйской «Белшины», выйдя на замену на 81 минуте. В своём дебютном сезоне провёл 3 матча во всех турнирах за клуб. В начале нового сезона 2023 года футболист продолжил выступать за дублирующий состав минчан. Первый матч в сезоне за основную команду футболист сыграл 25 июня 2023 года против «Сморгони», выйдя на замену на 75 минуте. По итогу сезона футболист стал победителем чемпионата. Также футболист вместе с клубом стал победителем чемпионата дублёров. В январе 2024 года футболист покинул минский клуб.

### «Ислочь»
В январе 2024 года футболист перешёл в «Ислочь», подписав трёхлетний контракт. Дебютировал за клуб футболист 3 марта 2024 года в четвертьфинальном матче Кубка Беларуси против «Витебска», выйдя на поле в стартовом составе. Первый матч в чемпионате футболист сыграл 7 апреля 2024 года против мозырской «Славии», выйдя на замену на 66 минуте. Во всех турнирах провел в 2024 году за «Ислочь» 25 матчей, в основном выходя на замену.

## Международная карьера
В мае 2021 года получил вызов в юношескую сборную Беларуси до 19 лет. Дебютировал за сборную 2 июня 2021 года в товарищеском матче против сборной Азербайджана.

## Достижения
«Динамо» Минск
- Чемпион Беларуси: 2023